# Станіславиці (Кутновський повіт)
Станіславиці (пол. Stanisławice) — село в Польщі, у гміні Бедльно Кутновського повіту Лодзинського воєводства.
Населення — 117 осіб (2011).
У 1975-1998 роках село належало до Плоцького воєводства.

## Демографія
Демографічна структура станом на 31 березня 2011 року:
|          | Загалом | Допрацездатний вік | Працездатний вік | Постпрацездатний вік |
| -------- | ------- | ------------------ | ---------------- | -------------------- |
| Чоловіки | 56      | 9                  | 36               | 11                   |
| Жінки    | 61      | 16                 | 27               | 18                   |
| Разом    | 117     | 25                 | 63               | 29                   |